# Alexander Macomb mlajši
Alexander Macomb, ameriški general, * 3. april 1782, Detroit, † 25. junij 1841, Washington, D.C.
Med 29. majem 1828 in 25. junijem 1841 je bil poveljujoči general Kopenske vojske ZDA.